# Sant Desidèri
Saint-Désirat és un municipi francès situat al departament de l'Ardecha i a la regió d'Alvèrnia-Roine-Alps. L'any 2007 tenia 758 habitants.

## Demografia

### Població
El 2007 la població de fet de Saint-Désirat era de 758 persones. Hi havia 322 famílies de les quals 101 eren unipersonals (31 homes vivint sols i 70 dones vivint soles), 89 parelles sense fills, 109 parelles amb fills i 23 famílies monoparentals amb fills.
La població ha evolucionat segons el següent gràfic:
Habitants censats

### Habitatges
El 2007 hi havia 378 habitatges, 325 eren l'habitatge principal de la família, 20 eren segones residències i 33 estaven desocupats. 333 eren cases i 44 eren apartaments. Dels 325 habitatges principals, 237 estaven ocupats pels seus propietaris, 83 estaven llogats i ocupats pels llogaters i 5 estaven cedits a títol gratuït; 11 tenien dues cambres, 54 en tenien tres, 74 en tenien quatre i 186 en tenien cinc o més. 249 habitatges disposaven pel capbaix d'una plaça de pàrquing. A 144 habitatges hi havia un automòbil i a 148 n'hi havia dos o més.

### Piràmide de població
La piràmide de població per edats i sexe el 2009 era:
| Homes | Edats   | Dones |
| ----- | ------- | ----- |
| 0     | 95 o +  | 4     |
| 0     | 90 a 94 | 0     |
| 8     | 85 a 89 | 8     |
| 8     | 80 a 84 | 4     |
| 8     | 75 a 79 | 24    |
| 28    | 70 a 74 | 28    |
| 16    | 65 a 69 | 8     |
| 8     | 60 a 64 | 16    |
| 16    | 55 a 59 | 0     |
| 32    | 50 a 54 | 32    |
| 32    | 45 a 49 | 32    |
| 24    | 40 a 44 | 28    |
| 24    | 35 a 39 | 32    |
| 12    | 30 a 34 | 20    |
| 44    | 25 a 29 | 20    |
| 32    | 20 a 24 | 4     |
| 20    | 15 a 19 | 32    |
| 20    | 10 a 14 | 24    |
| 16    | 5 a 9   | 36    |
| 0     | 0 a 4   | 12    |

## Economia
El 2007 la població en edat de treballar era de 492 persones, 379 eren actives i 113 eren inactives. De les 379 persones actives 342 estaven ocupades (177 homes i 165 dones) i 38 estaven aturades (14 homes i 24 dones). De les 113 persones inactives 45 estaven jubilades, 39 estaven estudiant i 29 estaven classificades com a «altres inactius».

### Ingressos
El 2009 a Saint-Désirat hi havia 335 unitats fiscals que integraven 787,5 persones, la mediana anual d'ingressos fiscals per persona era de 17.587 €.

### Activitats econòmiques
Dels 46 establiments que hi havia el 2007, 2 eren d'empreses alimentàries, 1 d'una empresa de fabricació de material elèctric, 1 d'una empresa de fabricació d'elements pel transport, 6 d'empreses de fabricació d'altres productes industrials, 10 d'empreses de construcció, 9 d'empreses de comerç i reparació d'automòbils, 1 d'una empresa de transport, 3 d'empreses d'hostatgeria i restauració, 2 d'empreses financeres, 1 d'una empresa immobiliària, 6 d'empreses de serveis, 1 d'una entitat de l'administració pública i 3 d'empreses classificades com a «altres activitats de serveis».
Dels 11 establiments de servei als particulars que hi havia el 2009, 1 era un paleta, 3 guixaires pintors, 2 fusteries, 2 lampisteries, 1 electricista, 1 perruqueria i 1 restaurant.
Dels 2 establiments comercials que hi havia el 2009, 1 era una botiga de menys de 120 m² i 1 una floristeria.
L'any 2000 a Saint-Désirat hi havia 48 explotacions agrícoles que ocupaven un total de 320 hectàrees.

## Equipaments sanitaris i escolars
El 2009 hi havia una escola elemental.

## Poblacions més properes
El següent diagrama mostra les poblacions més properes.